# Liste der französischen Botschafter in Togo
Die französische Botschaft befindet sich in der Rue du Colonel de Roux, BP 337, Lomé, Togo.

## Botschafter
| Ernennung Akkreditierung                                                                       | Name                    | Bemerkungen                                                                                        | ernannt von       | akkreditiert bei der Regierung | Posten verlassen |
| ---------------------------------------------------------------------------------------------- | ----------------------- | -------------------------------------------------------------------------------------------------- | ----------------- | ------------------------------ | ---------------- |
| 1960                                                                                           | Henri-Francis Mazoyer   | | Charles de Gaulle | Sylvanus Olympio               | 1964             |
| 1964                                                                                           | Claude-François Rostain | | Charles de Gaulle | Nicolas Grunitzky              | 1968             |
| 1969                                                                                           | Henri Langlais          | | Charles de Gaulle | Gnassingbé Eyadéma             | 1971             |
| 1970                                                                                           | Jean-Pierre Campredon   | | Georges Pompidou  | Gnassingbé Eyadéma             | 1974             |
| 1975                                                                                           | Louis Roudié            | (* 1918; † 18. März 2007 in Duravel) 1980 Vorsitzender der Inter-American Tropical Tuna Commission | Georges Pompidou  | Gnassingbé Eyadéma             |                  |
| 1975                                                                                           | Bertrand Desmazières    | | Georges Pompidou  | Gnassingbé Eyadéma             |                  |
| 1981                                                                                           | Jean-Marc Voelckel      | | Georges Pompidou  | Gnassingbé Eyadéma             |                  |
| 1982                                                                                           | Michel Chatelais        | | Georges Pompidou  | Gnassingbé Eyadéma             |                  |
| 1985                                                                                           | Georges-Marie Chenu     | | Georges Pompidou  | Gnassingbé Eyadéma             |                  |
| 1991                                                                                           | Bruno Delaye            | | Georges Pompidou  | Gnassingbé Eyadéma             |                  |
| 1992                                                                                           | Jean-Michel Gaussot     | | Georges Pompidou  | Gnassingbé Eyadéma             |                  |
| 1995                                                                                           | Régis Koetschet         | | Jacques Chirac    | Gnassingbé Eyadéma             | 1999             |
| 1999                                                                                           | Jean-François Valette   | | Jacques Chirac    | Gnassingbé Eyadéma             | 2003             |
| 2003                                                                                           | Alain Holleville        | | Jacques Chirac    | Gnassingbé Eyadéma             |                  |
| 2007                                                                                           | Dominique Renaux        | | Nicolas Sarkozy   | Faure Gnassingbé               |                  |
| 2011                                                                                           | Nicolas Warnery         | | Nicolas Sarkozy   | Faure Gnassingbé               |                  |
| 2014                                                                                           | Marc Fonbaustier        | | François Hollande | Faure Gnassingbé               |                  |
| Quellen, soweit nicht anders angegeben: Französisches Außenministerium, frz. Botschaft in Lomé |                         | |                   |                                |                  |